# Burlövs egnahem
Burlövs egnahem är en tätort i Burlövs kommun belägen söder om Arlöv och trafikplats Kronetorp där E22 och Yttre Ringvägen vilka vägar också går omedelbart öster och väster om orten.

## Befolkningsutveckling
| Befolkningsutvecklingen i Burlövs egnahem 1960–2020               | Befolkningsutvecklingen i Burlövs egnahem 1960–2020 | Befolkningsutvecklingen i Burlövs egnahem 1960–2020 | Befolkningsutvecklingen i Burlövs egnahem 1960–2020 | Befolkningsutvecklingen i Burlövs egnahem 1960–2020 |
| ----------------------------------------------------------------- | --------------------------------------------------- | --------------------------------------------------- | --------------------------------------------------- | --------------------------------------------------- |
|                                                                   |                                                     |                                                     |                                                     |                                                     |
| År                                                                |                                                     |                                                     | Folkmängd                                           | Areal (ha)                                          |
| 1960                                                              | 1960                                                |                                                     | 192                                                 | ¤                                                   |
| 1980                                                              | 1980                                                |                                                     | 221                                                 |                                                     |
| 1990                                                              | 1990                                                |                                                     | 554                                                 | 21                                                  |
| 1995                                                              | 1995                                                |                                                     | 577                                                 | 21                                                  |
| 2000                                                              | 2000                                                |                                                     | 555                                                 | 21                                                  |
| 2005                                                              | 2005                                                |                                                     | 523                                                 | 21                                                  |
| 2010                                                              | 2010                                                |                                                     | 554                                                 | 21                                                  |
| 2015                                                              | 2015                                                |                                                     | 563                                                 | 28                                                  |
| 2020                                                              | 2020                                                |                                                     | 767                                                 | 30                                                  |
| Anm.: Ny tätort 1980 ¤ Som tätortsbebyggelse med 150-199 invånare |                                                     |                                                     |                                                     |                                                     |

## Samhället
Burlövs egnahem består av en samling hus, uppförda av enskilda byggfirmor och privatpersoner från 1920-talet och framåt. 
På östra sidan finns en femtio meter bred ekodukt med trädplanteringar på bron, Agriborgsvägen, som förbinder byn med Burlövs gamla kyrka.